# Petronius von Bologna

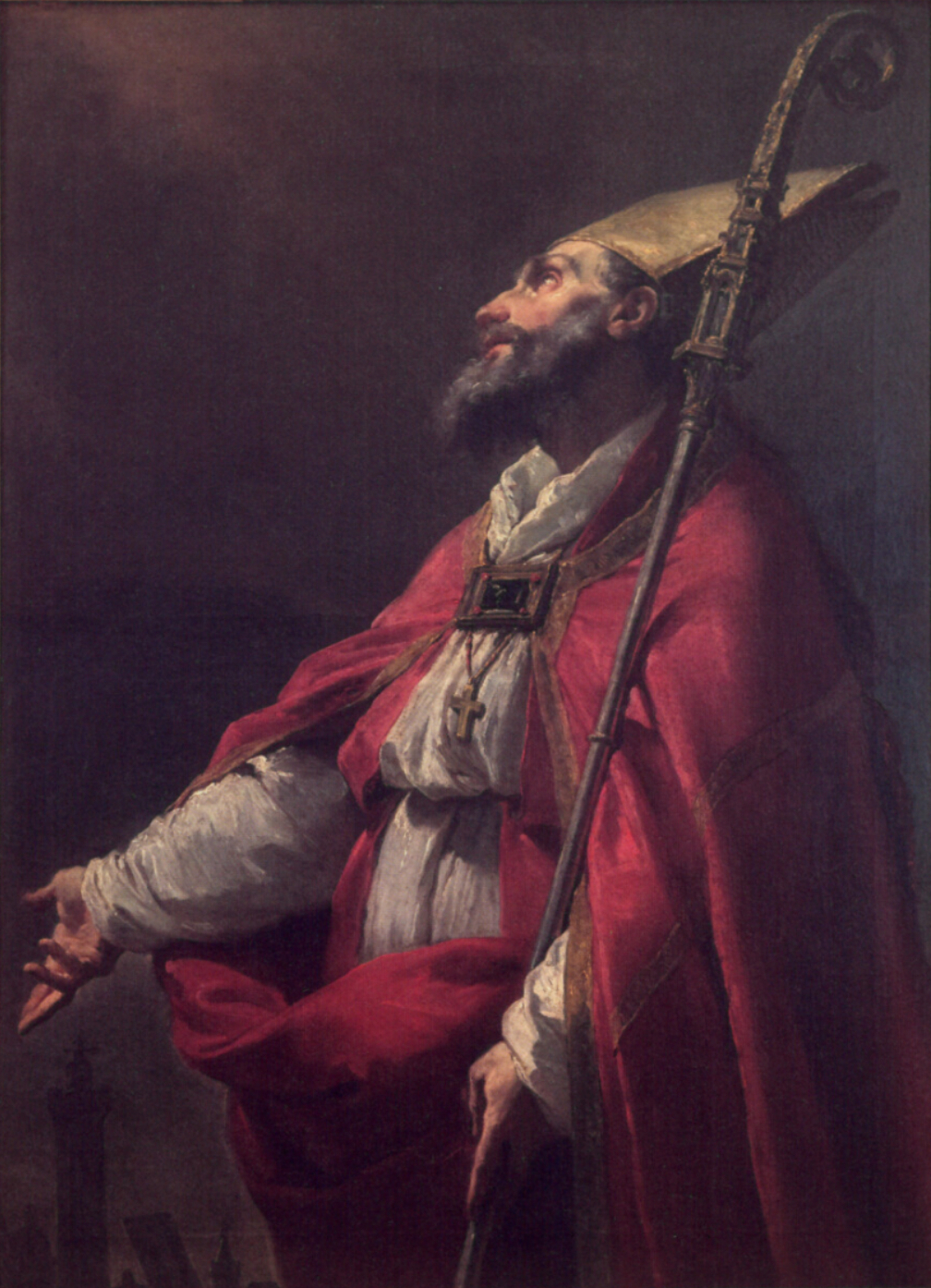
Petronius von Bologna von Ubaldo Gandolfi

Petronius von Bologna (* in Italien; † 450 in Bologna) war von 432 bis 450 Bischof von Bologna. Nach der Legende soll er die Basilika Santo Stefano in Bologna als Nachbildung der Grabeskirche in Jerusalem erbaut und das gleichnamige Kloster errichtet haben.

## Leben
Nach Angaben im Elenco Renano, einem antiken Verzeichnis Bologneser Bischöfe, das allerdings nur in einer Abschrift des 13. Jahrhunderts erhalten ist, war er der 12. Bischof von Bologna. Eucherius von Lyon schreibt in einem Brief, dass Petronius seine hohe soziale Stellung – wahrscheinlich stammte er aus einer römischen Senatoren-Familie – und alle Aussichten auf eine politische Karriere zu Gunsten des geistlichen Berufs aufgegeben hatte. Gennadius von Marseille, ein Biograph und Schriftsteller des 5. Jahrhunderts, beschreibt ihn als einen heiligmäßigen Mann, der seit seiner Jugend ein mönchisches Leben geführt habe.

## Legende und Heiligenkult

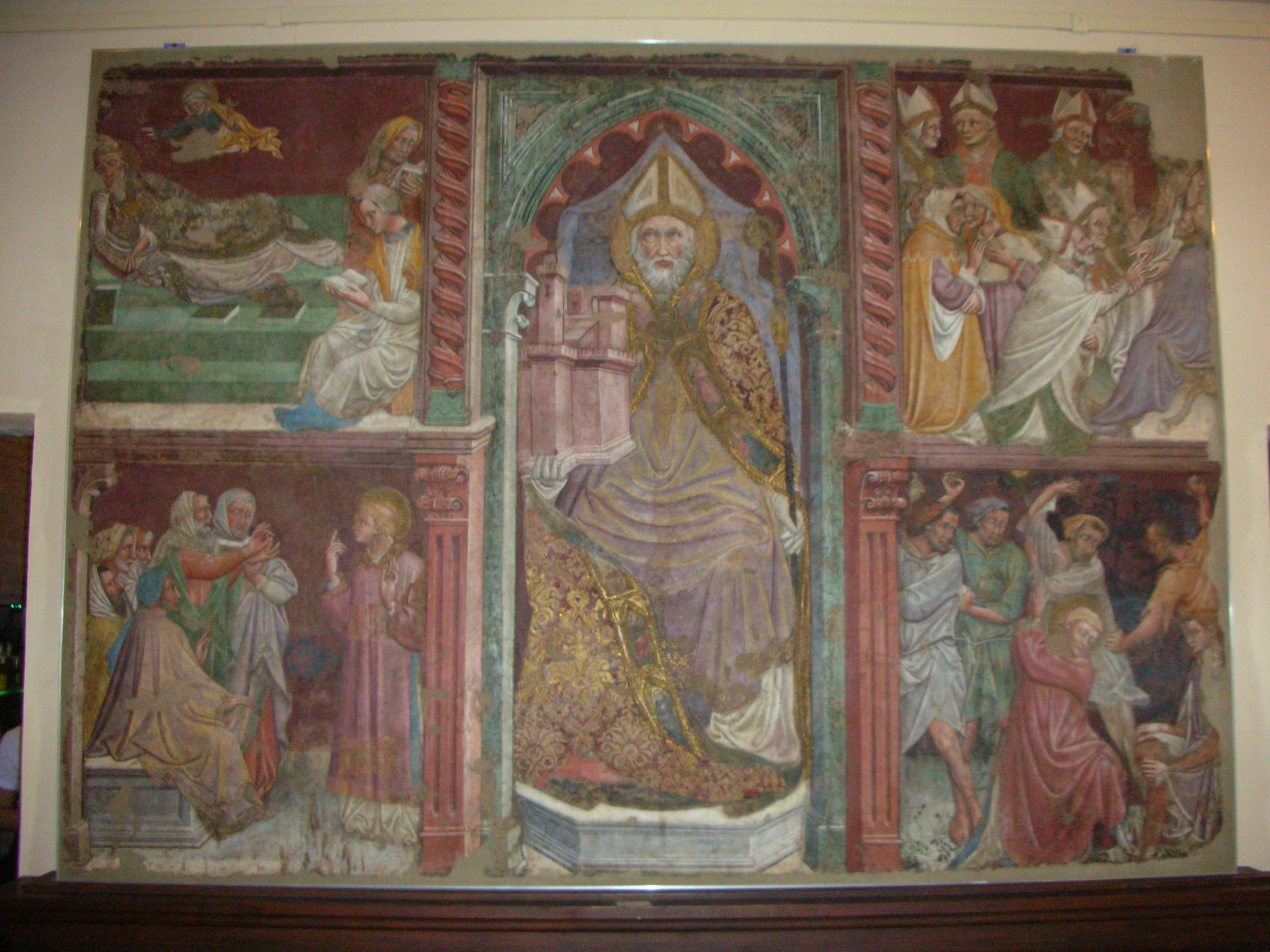
Triptychon in San Petronio. In der Mitte der Hl. Petronius, rechts u. links Szenen aus dem Leben des Hl. Stephanus

1141 entdeckten Benediktiner aus der Basilika Santo Stefano im Zuge einer Revision und Erneuerung der gesamten Kirchen- und Klosteranlage neben anderen Reliquien auch das Grab des Bischofs mit Resten seiner Gebeine. Ab 1180 verfassten Mönche in aller Eile eine völlig legendenhafte vita des Verstorbenen, die mangels anderer Quellen die Grundlage für die Verehrung und die Ikonografie Petronios bildete.
Demnach sei Petronio griechischer Herkunft gewesen, Verwandter des oströmischen Kaisers Theodosius II. und im Zuge einer Debatte über eine Häresie nach Rom zu Papst Coelestin I. geschickt worden. Zur gleichen Zeit hätten sich Botschafter der Stadt Bologna in Rom befunden, um den Papst um die Ernennung eines neuen Bischofs für die Stadt zu bitten. Coelestin wählte, nachdem ihm der Apostel Petrus im Traum zugeraten hatte, Petronius. Petronius sei nach Bologna gereist, das er wegen der Invasionen im Zuge der Völkerwanderung in einem heruntergekommenen Zustand vorfand. Tatkräftig habe er sich für eine bauliche Erneuerung der Stadt und für die Neugestaltung des Baukomplexes von Santo Stefano nach dem Vorbild der Grabeskirche in Jerusalem eingesetzt. Nach Angaben in einer zweiten Fassung der vita, gegen Ende des 13. Jahrhunderts auf Italienisch verfasst, soll er bei einer Reise nach Jerusalem zahlreiche Reliquien zur Ausstattung und geistlichen Aufwertung der Kirche mit sich genommen haben. Auf der Rückreise über Konstantinopel soll er den Kaiser Theodosius getroffen haben, der ihm Geschenke und Privilegien für die Stadt erteilt habe, wie eine Garantie der ewigen Unabhängigkeit der Kommune, kaiserlichen Schutz gegen Angriffe von außen und das Recht, eine Universität zu gründen. Petronius war demnach neben seiner Amtstätigkeit als Bischof von eminenter politischer Bedeutung für Bologna und für die Stellung und den Rang der Stadt im mittelalterlichen Italien.

## Patron von Bologna

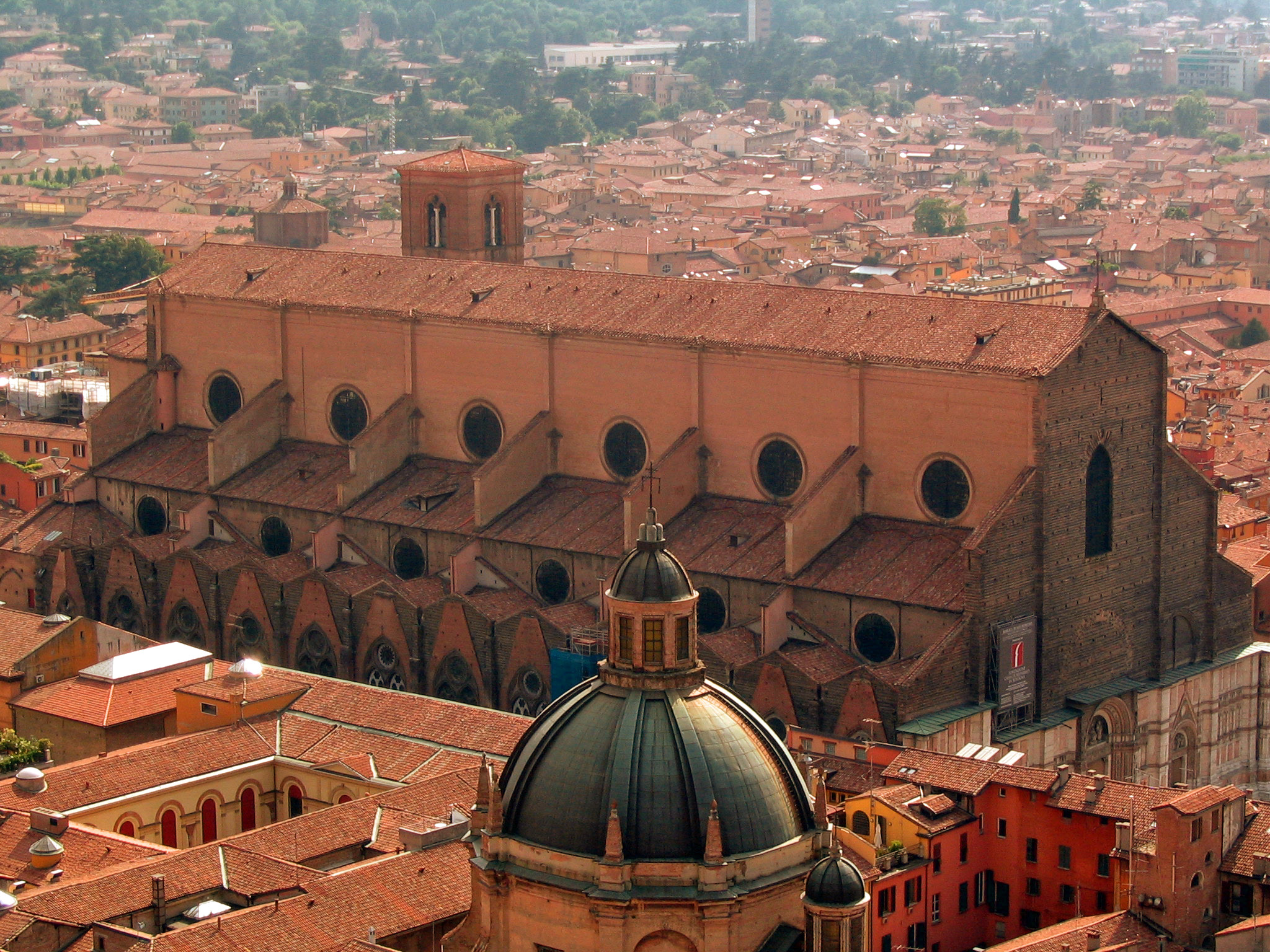
San Petronio in Bologna

Petronius wurde von der Stadt Bologna als Stadtpatron bestimmt. 1390 begann man mit dem Bau der Basilika San Petronio, der damals größten Kirche Italiens, an der jahrhundertelang gebaut wurde. Mit Zustimmung von Papst Benedikt XIV. wurde das Haupt des Heiligen, kostbar in Gold gefasst, nach San Petronio gebracht, während die übrigen Reliquien bis ins Jahr 2000, als man die Reste des Heiligen in San Petronio zusammenführte, in Santo Stefano verblieben.

## Gedenktag
Gedenktag des Heiligen in der katholischen Kirche ist der 4. Oktober.

## Ikonographie
Petronius wird als älterer bärtiger Mann dargestellt, gekleidet als Bischof mit Mitra und Stab und mit einem Modell der Stadt Bologna in der Hand.